# Antonina do Norte
Antonina do Norte este un oraș în statul Ceará (CE) din Brazilia.